# 朱華壁
楚貞王朱華壁（1571年—1646年），明朝第十代楚王，恭王朱英㷿的兒子。萬曆九年（1581年）受封宣化王，但何時嗣楚王位史無明載。
父亲朱英㷿是第八代楚王，母宫人胡氏。朱華壁为其遗腹子，有孪生哥哥朱華奎，朱華奎就任第九任楚王時，爆發了伪楚王案，有人告發朱華奎與朱華壁非楚王朱英㷿之子，後不了了之。
在位二年，隆武二年（1646年）六月朱華壁去世，不久其弟朱華堞就於同年八月嗣位。

## 家庭

### 高祖父
楚靖王朱均鈋

### 曾祖父
楚端王朱榮㳦

### 祖父
楚愍王朱顯榕

### 伯父
大伯：朱英燿

### 父
楚恭王朱英㷿

### 兄弟
- 嫡長兄：楚定王朱華奎
- 庶三弟：楚王朱華堞
- 庶四弟：楚王朱華廛

| 無 原因：明政府封之   | 明宣化國國王 1581年－？     | 無 原因：襲封楚國，封國廢除 |
| 前任者： 兄定王朱華奎 | 明楚國國王 1643年後－1646年 | 繼任： 弟朱華堞             |